# Giurgiani, Mehedinți
Giurgiani este un sat în comuna Isverna din județul Mehedinți, Oltenia, România.